# کاساتخادا
کاساتخادا (به اسپانیایی: Casatejada) یک منطقهٔ مسکونی در اسپانیا است که در استان کاسرس واقع شده‌است. کاساتخادا ۱۱۱ کیلومتر مربع مساحت دارد ۲۷۲ متر بالاتر از سطح دریا واقع شده‌است.